# 1918 في المملكة المتحدة
فيما يلي قوائم الأحداث التي وقعت خلال عام 1918 في المملكة المتحدة.

## كتب
من الكتب التي صدرت هذه السنة في المملكة المتحدة:
- 1 يناير – الدرجات التسع والثلاثون من تأليف جون بوشان.

## مواليد

### فبراير
- 4 فبراير – إيدا لوبينو
- 28 فبراير – بيتر كين ملاكم من المملكة المتحدة.

### مارس
- 7 مارس – ألبرت داي لاعب كرة قدم إنجليزي.
- 13 مارس – ليزلي سميث لاعب كرة قدم إنجليزي.

### أبريل
- 7 أبريل – رونالد هوارد ممثل بريطاني.
- 15 أبريل – فرد وليامز لاعب كرة قدم بريطاني.

### يونيو
- 10 يونيو – باري مورس
- 18 يونيو – بيتر هادلاند ديفس عالم نبات بريطاني.
- 25 يونيو – بيرسي هوارد نيوبي

### يوليو
- 15 يوليو – بريندا ميلنير

### أغسطس
- 2 أغسطس – جيمس جنسن إحاثي من الولايات المتحدة الأمريكية.
- 10 أغسطس – مارتن بنسن ممثل إنجليزي.
- 13 أغسطس – راي وايت لاعب كرة قدم إنجليزي.
- 13 أغسطس – فردريك سانغر

### سبتمبر
- 8 سبتمبر – ديريك هارولد بارتون
- 17 سبتمبر – حاييم هرتصوغ سياسي إسرائيلي.
- 24 سبتمبر – ريتشارد هوغرت عالم اجتماع بريطاني.
- 26 سبتمبر – إيريك مورلي كاتب من المملكة المتحدة.
- 27 سبتمبر – مارتين رايل

### نوفمبر
- 26 نوفمبر – فيليب ماكي كاتب سيناريو من المملكة المتحدة.

### ديسمبر
- 6 ديسمبر – هارولد هوبكنز فيزيائي بريطاني.
- 25 ديسمبر – بيرتي مي لاعب ومدرب كرة قدم إنجليزي.

## وفيات

### مايو
- 9 مايو – ريتشارد ديفيز (مواليد 1861) عسكري من المملكة المتحدة.

### يوليو
- 7 يوليو – جورج ماري سيرل (مواليد 1839) عالم فلك أمريكي.

### أغسطس
- 22 أغسطس – ألفريد شيتهام (مواليد 1867) مستكشف من المملكة المتحدة.

### سبتمبر
- 1 سبتمبر – جون بنتلي (مواليد 1860)

### أكتوبر
- 7 أكتوبر – هوبرت باري (مواليد 1848) لاعب كرة قدم إنجليزي.
- 24 أكتوبر – دانيل بورلي ولفول (مواليد 1852) مدرب كرة قدم من المملكة المتحدة.

### نوفمبر
- 4 نوفمبر – ويلفريد أوين (مواليد 1893)
- 11 نوفمبر – جورج إدوين إليسون (مواليد 1878)